# Nhà thờ Thánh Michael Tổng lãnh thiên thần ở Veľký Klíž
Nhà thờ Thánh Michael Tổng lãnh thiên thần ở Veľký Klíž (tiếng Slovakia: Kostol svätého Michala archanjela v Veľký Klíž) là một nhà thờ được xây dựng theo phong cách kiến trúc Romanesque, tọa lạc ở làng Veľký Klíž, vùng Trenčín, Slovakia. Vào ngày 28 tháng 5 năm 1963, nhà thờ này được ghi danh vào Danh sách Di tích Trung ương theo quyết định của Bộ Văn hóa Cộng hòa Slovakia.

## Lịch sử
Nhà thờ Thánh Michael Tổng lãnh thiên thần ở Veľký Klíž có lẽ được xây dựng theo khởi xướng của một nhà quý tộc địa phương. Nhà thờ nhỏ được xây dựng vào năm 1130 nhằm phục vụ đời sống tinh thần của người dân địa phương.
Nhà thờ này đã phục vụ giáo dân trong gần bảy thế kỷ. Sau khi nhà thờ giáo xứ mới hoàn thành, nhà thờ Thánh Michael Tổng lãnh thiên thần bị bỏ hoang và bắt đầu xuống cấp nghiêm trọng. Nhà thờ bị mất mái, điều này khiến các bức bích họa trên tường bị lộ ra ngoài trời mưa, chỉ một phần nhỏ còn nguyên vẹn.
Nhà thờ Thánh Michael Tổng lãnh thiên thần ở Veľký Klíž đã được trùng tu vào năm 1936. Lần trùng tu tiếp theo diễn ra vào hai năm 1975 và 1976.